# Orthopädische Universitätsklinik Friedrichsheim
Die Orthopädische Universitätsklinik Friedrichsheim in Frankfurt am Main war eine Fachklinik für Erkrankungen und Verletzungen des Bewegungsapparates. Friedrichsheim entstand aus dem 1909 gegründeten „Verein für Krüppelfürsorge“.

## Geschichte

### Verein für Krüppelfürsorge
1906 zeigte eine deutschlandweite amtliche Zählung von körperlich Behinderten, die damals  als Krüppel bezeichnet wurden, Versorgungsdefizite auf. Hierauf folgten zahlreiche Aktivitäten in der Krüppelversorgung. Dazu zählte die Gründung des „Vereins für Krüppelfürsorge für den Bezirk Wiesbaden-Frankfurt/Main“ am 21. März 1909 in Wiesbaden. Der Verein unterstützte betroffene Menschen fortan nicht nur durch chirurgisch-orthopädische Hilfe, sondern auch durch Schulunterricht sowie handwerkliche Ausbildung und diente als Heimstätte. Eine wichtige Unterstützerin des Vereins war Elisabeth König, die dem Verein ein Terrain von sechs Morgen in Wiesbaden sowie 200.000 Mark zur Errichtung einer Anstalt zur Krüppelfürsorge schenkte.

### Entstehung des Friedrichsheims
Der Verein trieb das Projekt „Friedrichsheim“, benannt zu Ehren des verstorbenen Ehemanns der Stifterin, Friedrich König, voran. Die Pläne zum Bau einer Anstalt auf dem geschenkten Grundstück im Wiesbadener Villenbezirk kamen jedoch  ins Stocken. Die Bewohner befürchteten, dass die Anstalt ihre Wohngegend abwerten würde. Ein Grundstückstausch sollte das Problem lösen. 1912 stellte die Stadt Frankfurt dem Verein ein Grundstück am Schleusenweg – heute Marienburger Straße – zur Verfügung. Das Gelände war weit entfernt vom Stadtkern, jedoch in der Nähe des neuen Städtischen Krankenhauses. Die Klinik „Friedrichsheim“ nahm am 17. Oktober 1914 zunächst als militärisches Reservelazarett mit fast 100 Betten ihre Arbeit auf. Gleichzeitig verlieh die neu gegründete Universität Frankfurt am Main dem „Friedrichsheim“ den Titel als „Orthopädische Universitätsklinik“, um selbst die Einrichtung fortan mitzunutzen. Erster Ärztlicher Leiter wurde Karl Ludloff.

### Friedrichsheim von 1918 bis 1944

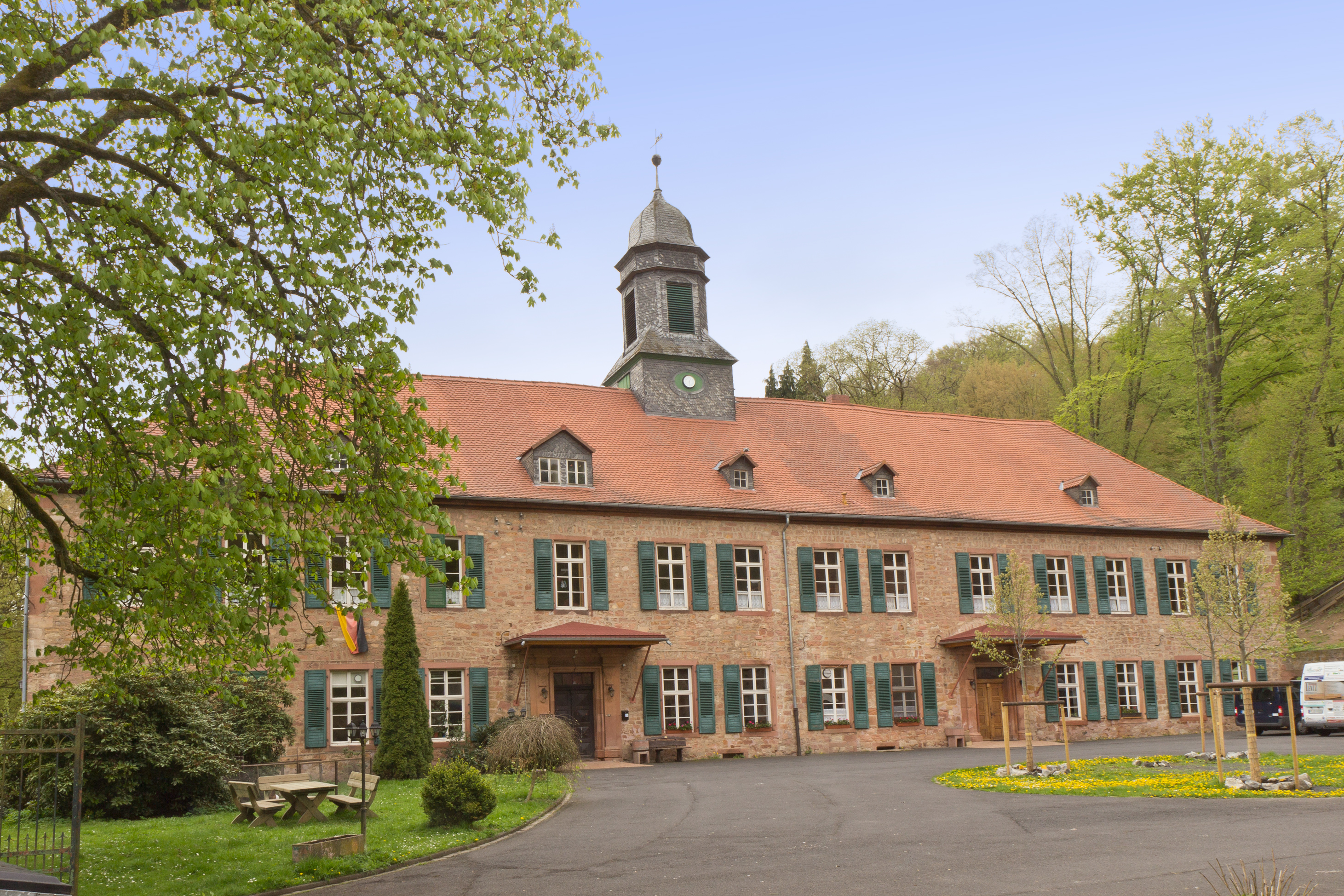
Jagdschloss Gettenbach

Seit Dezember 1918 wurde das Friedrichsheim nicht mehr als Reservelazarett genutzt. Bedingt durch fehlende finanzielle Mittel des Vereins und die Kohlennot geriet die Existenz der Klinik in Bedrohung. Auch Subventionen der Stadt Frankfurt konnte die Situation nicht wesentlich verbessern. Erst die Unterstützung durch das Wohlfahrtsministerium konnte den Fortbestand von Verein und Klinik sichern. In den darauffolgenden Jahren wurde die Klinik  erweitert und erlangte durch wissenschaftliche Arbeit internationales Renommee. Dadurch überstand Friedrichsheim zunächst relativ unbeschadet die nationalsozialistische Herrschaft. Am 1. Oktober 1930 wurde Georg Hohmann auf den Lehrstuhl für Orthopädie berufen und gleichzeitig Ärztlicher Direktor, was er bis 1946 blieb. Die Luftangriffe auf Frankfurt am Main im Zweiten Weltkrieg zerstörten große Teile der Klinik. Bereits 1944 lagerte man einen Teil der Klinik (150 Betten) in das ehemalige Jagdschloss der Grafen zu Ysenburg und Büdingen in Meerholz nach Gettenbach im Büdinger Wald aus; erst 1954 wurde dieser Klinikteil nach Frankfurt am Main zurück verlegt.

### Friedrichsheim von 1945 bis 1972
Nach Ende des Zweiten Weltkriegs begann man 1947 mit dem Wiederaufbau des Friedrichsheims, sodass Ende 1948 der klinische Betrieb in Teilen erneut aufgenommen werden konnte. Seit 1951 führte Eduard Güntz die Klinik. Im Jahr 1952 gab die Johann Wolfgang Goethe-Universität Mittel zum Ausbau und zur Einrichtung des Hörsaals. Damit wurde die Klinik wieder eine Stätte für Lehre und Forschung. Der Wiederaufbau Friedrichsheims war im selben Jahr abgeschlossen. Bereits 1955 begann man mit Erweiterungsbauten der Klinik. In den 1960er Jahren erforderte die Spezialisierung der Klinik die Entstehung von Fachbereichen. Von 1969 bis 1991 war Wolfgang Heipertz Ordinarius für Orthopädie und ärztlicher Direktor der Klinik.

### Friedrichsheim von 1973 bis heute
Zu Beginn der 1970er Jahre wurde deutlich, dass der Klinikbetrieb in der Rechtsform eines eingetragenen Vereins nicht mehr zeitgemäß zu führen war. Deshalb beschloss der Verein Friedrichsheim im Dezember 1973 seine Arbeit einer „Stiftung Friedrichsheim“ zu übertragen. Das hessische Innenministerium genehmigte die Umwandlung im November 1974. Der Verein selbst blieb als Förderverein der Stiftung bestehen. 1981 konnte ein neuer Funktionstrakt in Betrieb genommen werden, im Sommer 1989 ein Therapieneubau. Von Anfang 1992 bis zu seiner Emeritierung im März 2007 leitete Ludwig Zichner die Klinik. Zum 1. Januar 2007 wurden die Klinik sowie die Schule für Physiotherapie mit allen Einrichtungen, Ausstattungen und dem Personal aus der Stiftung in die Orthopädische Universitätsklinik Friedrichsheim gGmbH übergeleitet. Seit März 2009 ist Andrea Meurer Ärztliche Direktorin. Am 28. Juni 2014 feierte die Klinik mit einem akademischen Festakt ihr einhundertjähriges Bestehen.
Die Orthopädische Universitätsklinik Friedrichsheim wurde zum 1. Januar 2021 geschlossen. Die Gebäude werden übergangsweise von der Universitätsklinik Frankfurt weitergenutzt, bis 2025 soll die Orthopädie ins Hauptgebäude umziehen.

## Orthopädie-Museum
Das einzige Museum zur Orthopädie in Deutschland wurde 1959 auf Anregung von Georg Hohmann in Würzburg gegründet. Hohmann war von 1930 bis 1946 Leiter der Orthopädischen Universitätsklinik Friedrichsheim. Aus Platzgründen zog das Museum 1998 nach Frankfurt am Main um, wo die Stiftung Friedrichsheim großzügige Räumlichkeiten zur Verfügung stellte. Es trägt den Namen „Deutsches Orthopädisches Geschichts- und Forschungsmuseum“ und ist öffentlich zugänglich. Seine Aufgabe ist es, Krankheitsbilder und Therapiekonzepte im Wandel der Zeit zu präsentieren und historisch relevante Exponate zu erhalten.
Die Sammlung stellt beispielsweise aus der Sicht der Paläopathologie Krankheiten vor, die schon vor Tausenden von Jahren auftraten, etwa Osteoporose, Knochentuberkulose, Rachitis und Luxationen. Bilder aus der frühen Neuzeit zeigen, wie Orthopäden Knochenbrüche heilten und Schultern einrenkten. Zu sehen ist auch, welche Fehlstellungen an Wirbelsäulen, Hüften, Beinen und Füßen sich mit Beginn des 20. Jahrhunderts mehr und mehr ganz oder teilweise ausgleichen ließen.
Gewürdigt wird ebenso, wie Medizin und Mechanik seit langer Zeit zusammenwirken und was dem Turnen, der Lichttherapie, der Heilgymnastik und der Physiotherapie an Fortschritten verdanken ist. Zu den Exponaten zählt eine umfangreiche Sammlung von Korsetts und Prothesen. Das Museum vermittelt schließlich, was die Endoprothetik mit dem Ersatz künstlicher Gelenke leistet.
Interessierten steht eine Fachbibliothek zur Verfügung.

## Fachbereiche
- Spezielle Orthopädie, Orthopädische Chirurgie und Rheumaorthopädie: Schwerpunkte Endoprothetik / Revisionsendoprothetik, Kinderorthopädie, Tumororthopädie, Rheumaorthopädie, Sportmedizin, Fußchirurgie, Bandrekonstruktion / Plastiken, Rekonstruktive Gelenkchirurgie, Septische Knochenchirurgie, Arthroskopische Operationen (Gelenkspiegelungen).[8][9] Seit 2010 besitzt Friedrichsheim ein Ganglabor zum Analysieren von Bewegungsabläufen.[10]
- Wirbelsäulenorthopädie: Schwerpunkte Wirbelsäulenchirurgie, Schmerztherapie, Multimodale Schmerztherapie, Schmerzmanagement[8]
- Rekonstruktive Unfall-, Hand- und Wiederherstellungschirurgie
- Anästhesiologie, Intensiv- und Schmerzmedizin
- Radiologie und Interventionelle Radiologie
- Rheumatologische Tagesklinik